# Trematopora subtilis
Trematopora subtilis är en mossdjursart som beskrevs av Pocta 1902. Trematopora subtilis ingår i släktet Trematopora och familjen Trematoporidae. Inga underarter finns listade i Catalogue of Life.